# Oldsmobile Custom Cruiser
Oldsmobile Custom Cruiser – samochód osobowy klasy pełnowymiarowej produkowany pod amerykańską marką Oldsmobile w latach 1971 – 1992.

## Pierwsza generacja

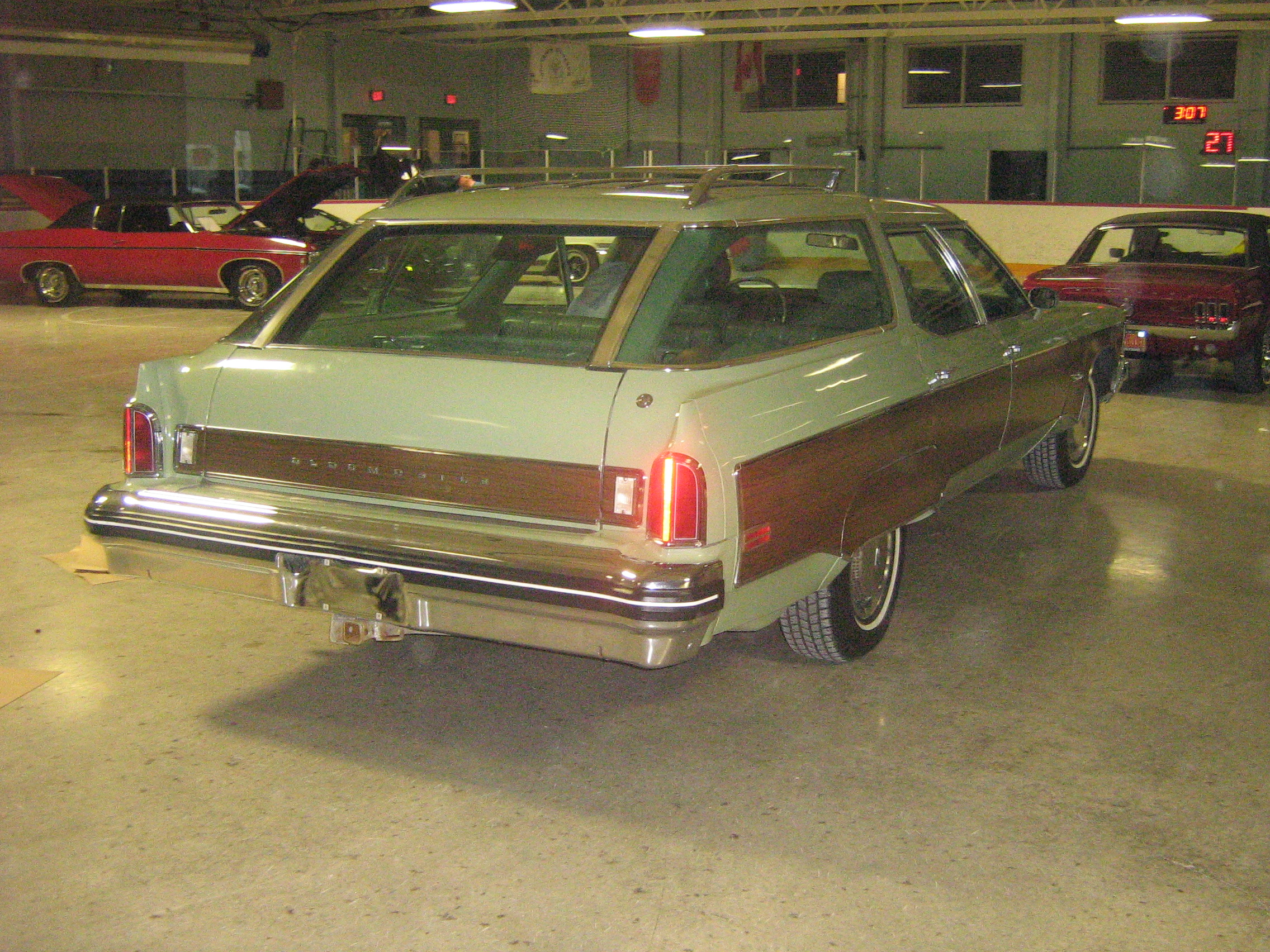
Oldsmobile Custom Cruiser I – tył

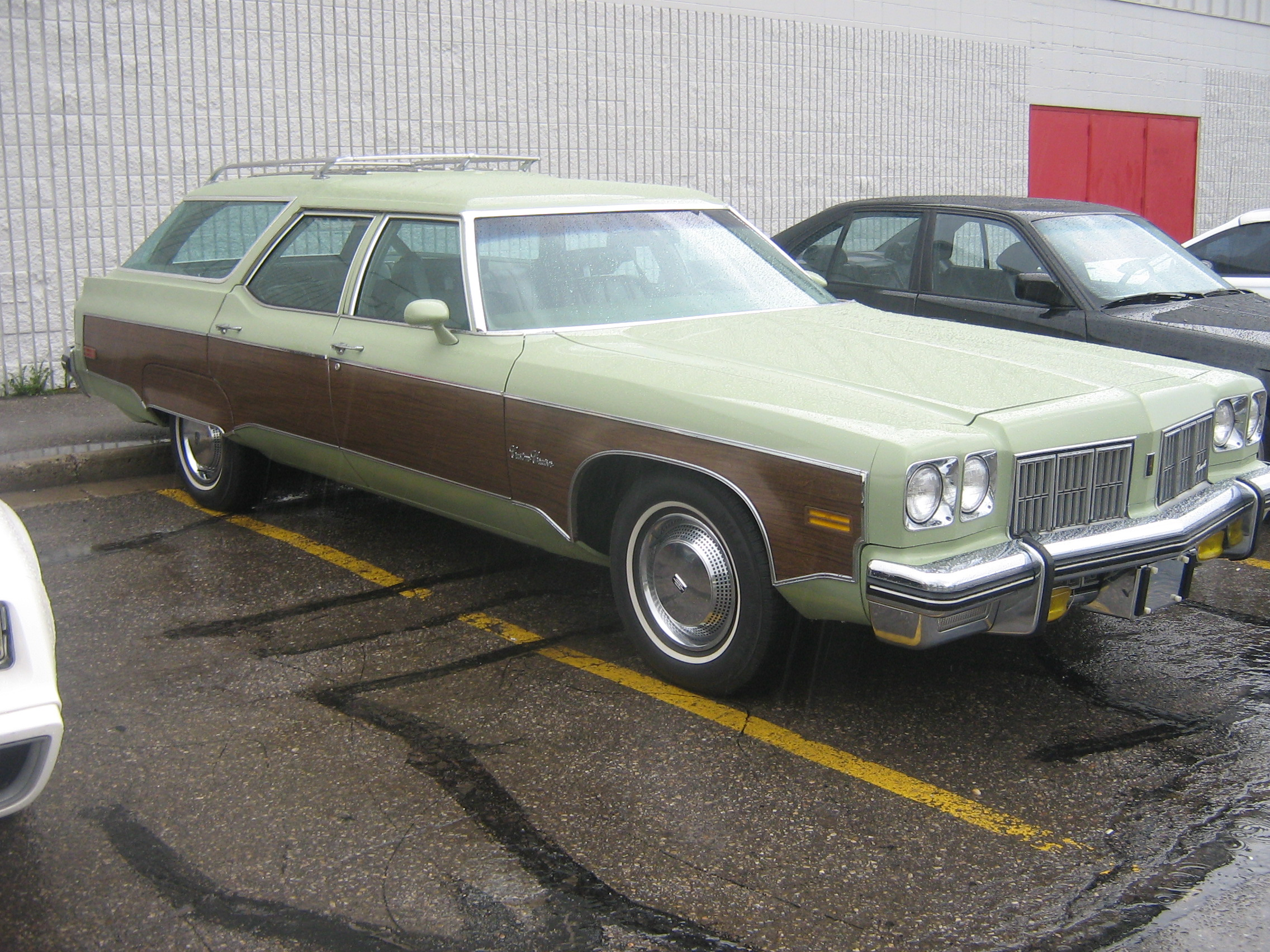
Oldsmobile Custom Cruiser I po liftingu

Oldsmobile Custom Cruiser I został zaprezentowany po raz pierwszy w 1971 roku.
Jesienią 1971 roku Oldsmobile zdecydowało się zastąpić drugą generację modelu Vista Cruiser nową linią modelową Custom Cruiser. Samochód powstał w ramach współpracy między Buickiem, Chevroletem, Pontiakiem i Oldsmobile.
Pierwsza generacja Custom Cruiser charakteryzowała masywnym nadwoziem z wyraźnie zarysowanymi reflektorami i dwuczęściową atrapą chłodnicy, a także smukle poprowadzoną linią nadwozia z umieszczonymi na krawędziach tylnych błotników lampami. Typowymi rozwiązaniami, które stosowała także konkurencja, były okeliny imitujące drewno i odchylana na bok klapa bagaznika.

### Lifting
W 1974 roku Oldsmobile Custom Cruiser I przeszedł modernizację, która objęła głównie pas przedni. Zmienił się kształt błotników wraz z umieszczonymi na nich reflektorami, a także wygląd zderzaków i atrapy chłodnicy.

### Silniki
- V8 6.6l Pontiac
- V8 7.5l Rocket

## Druga generacja

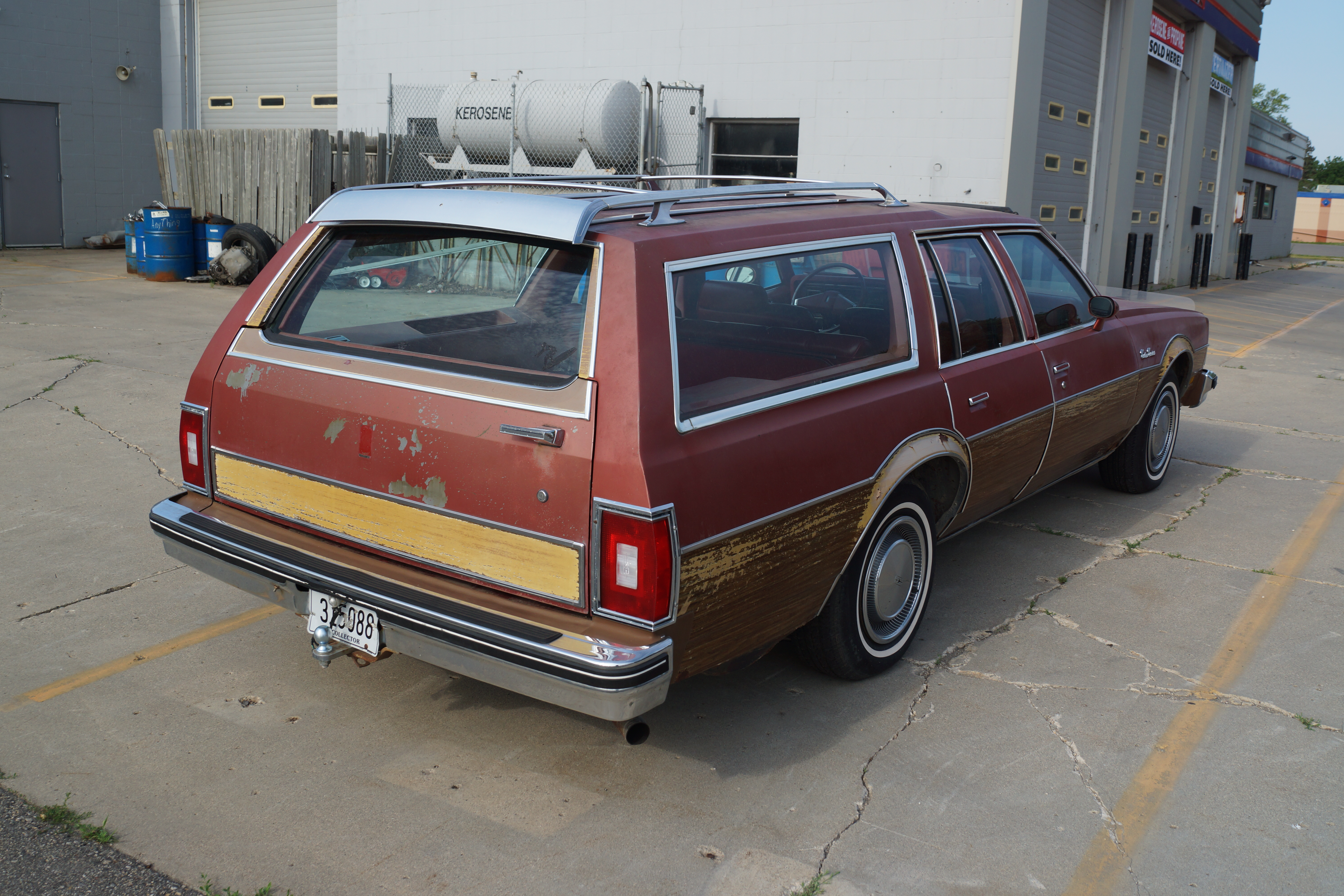
Oldsmobile Custom Cruiser II – tył

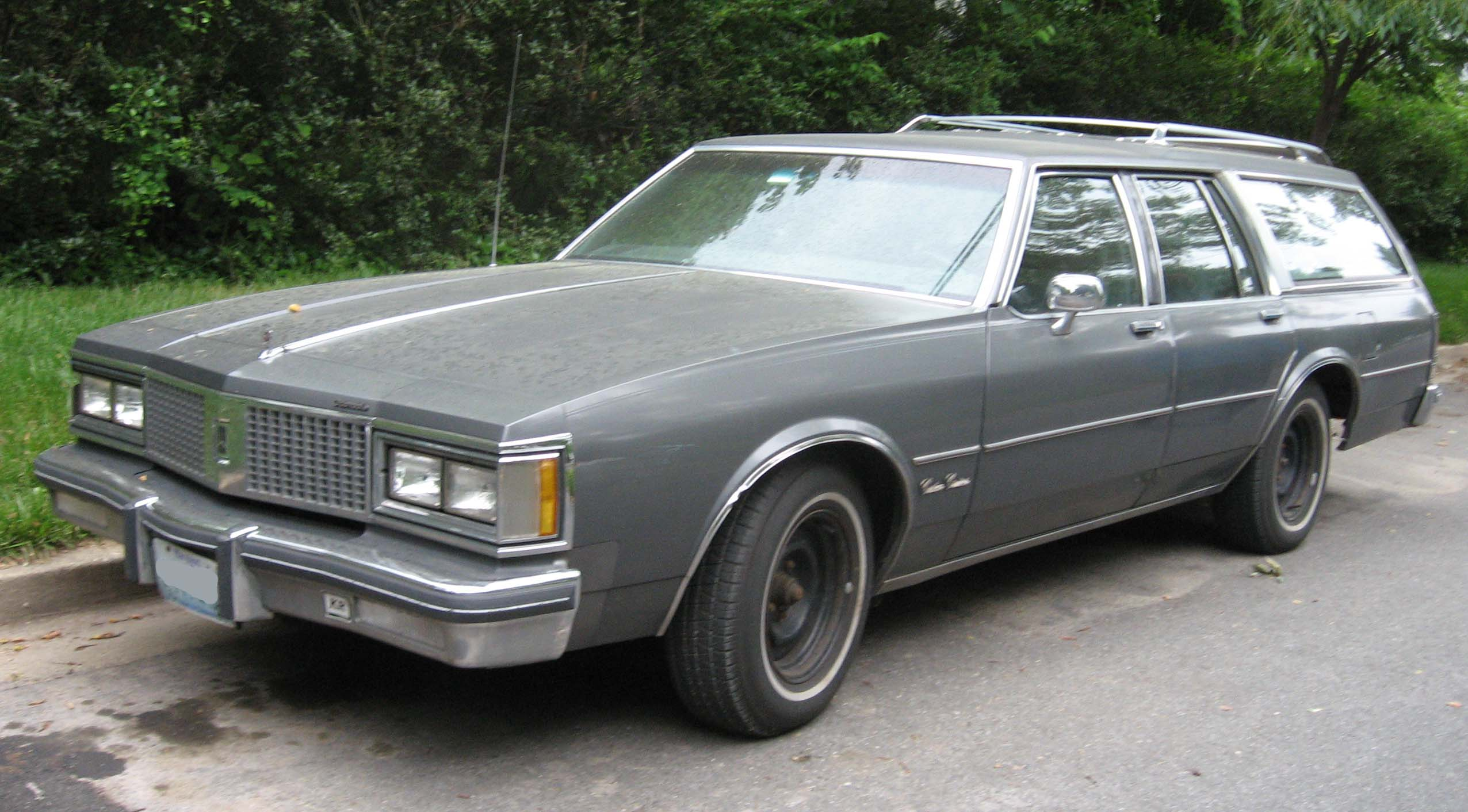
Oldsmobile Custom Cruiser II po liftingu

Oldsmobile Custom Cruiser II został zaprezentowany po raz pierwszy w 1976 roku.
W drugiej połowie lat 70. XX wieku koncern General Motors przedstawił drugą generację pełnowymiarowych kombi, wśród których ponownie znalazł się bliźniaczy model Oldsmobile. Druga generacja Custom Cruiser zyskała bardziej kanciaste prpoprcje nadwozia, z dużą chromowaną atrapą chłodnicy i typową dla modeli producenta z tych lat, dwuczęściową atrapę chłodnicy.

### Lifting
W 1980 roku Custom Cruiser drugiej generacji przeszedł obszerną modernizację nadwozia, w ramach której zmienił się głównie wygląd pasa przedniego. Pojawiły się większe, dwukloszowe reflektory, a także inaczej ukształtowana atrapa chłodnicy. Pod tą postacią model produkowano przez kolejne 10 lat.

### Silniki
- V8 5.0l Oldsmobile
- V8 5.7l LF9
- V8 6.6l Oldsmobile

## Trzecia generacja

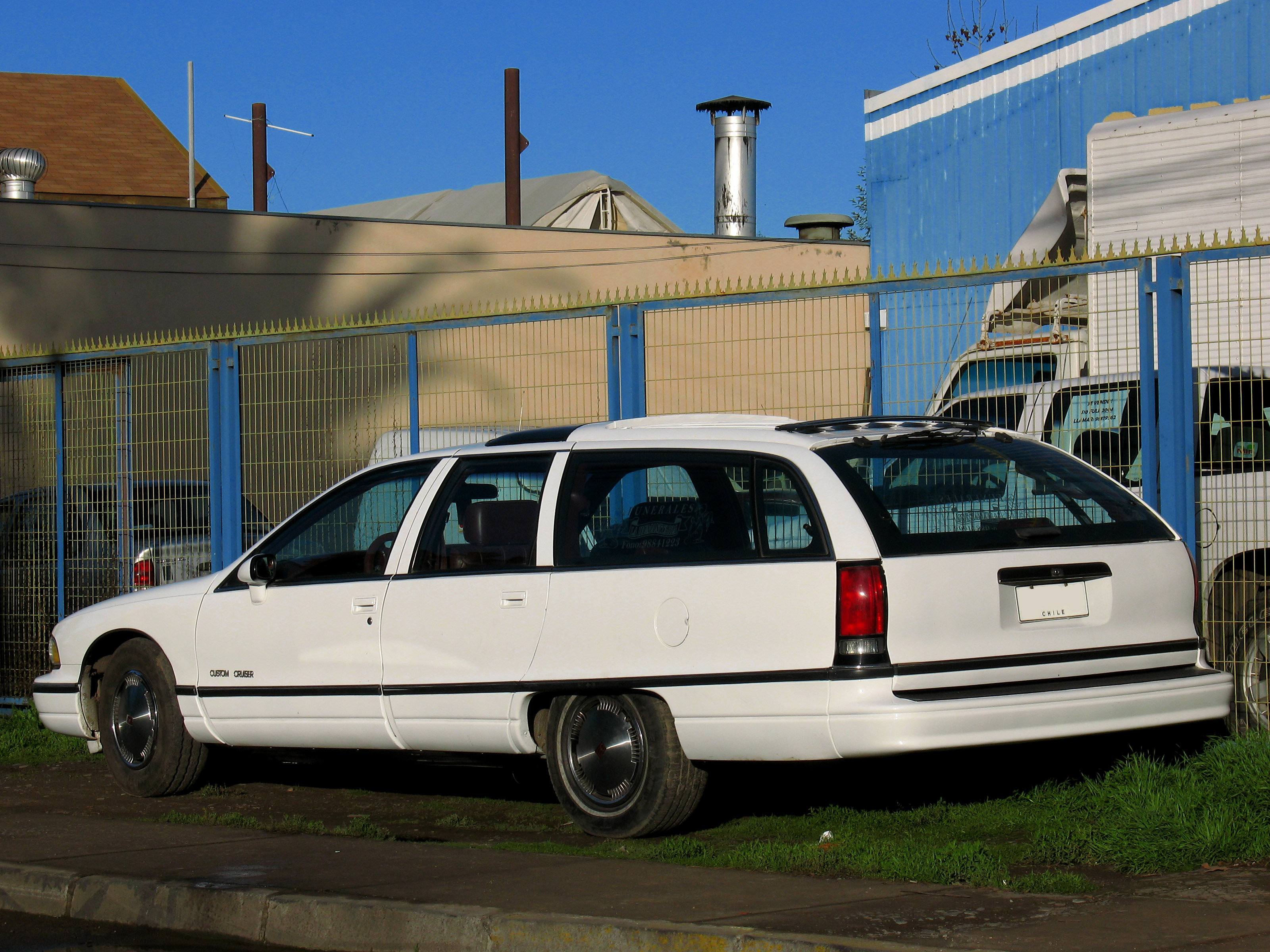
Oldsmobile Custom Cruiser III – tył

Oldsmobile Custom Cruiser III został zaprezentowany po raz pierwszy w 1990 roku.
Pod koniec 1990 roku Oldsmobile przedstawiło trzecią i zarazem ostatnią generację modelu Custom Cruiser. Tym razem, była to bliźniacza konstrukcja zbudowana w ramach koncernu General Motors wspólnie z Buickiem i Chevroletem, dzieląc z tymi konstrukcjami minimalne różnice wizualne. Samochód zyskał charakterystyczną zaokrągloną bryłę, z wąskimi pionowymi lampami tylnymi i dużą, dwuczęściową atrapą chłodnicy.

### Koniec produkcji
Po niespełna półtora roku produkcji, Oldsmobile Custom Cruiser trzeciej generacji zniknęło z rynku, nie doczekując się kontynuacji. Podobnie do konkurencyjnych koncernów Chryslera i Forda, Oldsmobile zdecydowało się porzucić koncepcję pełnowymiarowego kombi na rzecz vana Silhouette.

### Silniki
- V8 5.0l L03
- V8 5.7l L07